# Allogymnopleurus indigaceus

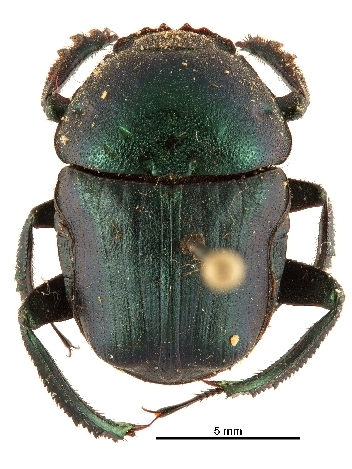

Allogymnopleurus indigaceus là một loài bọ cánh cứng trong họ Bọ hung (Scarabaeidae).